# Valle del Nilo

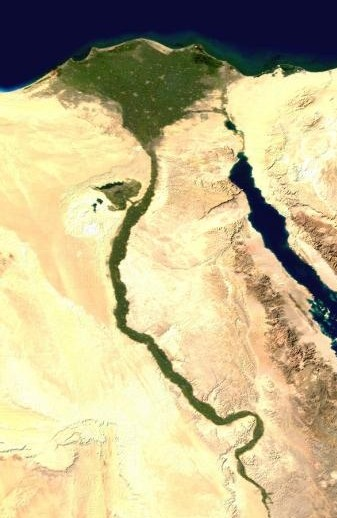
Imagen de satélite en la que destacan el valle y el delta del Nilo por el verde de los cultivos.

La denominación valle del Nilo suele estar relacionada con la parte final de la cuenca del río Nilo a su paso por Egipto. 

## Geografía
Es un valle que como promedio solo tiene 19 kilómetros de ancho desde Asuán hasta El Cairo y se extiende hacia el norte como una delgada cinta verde sobre el árido desierto africano. 

## Historia
En el pasado, las inundaciones anuales del Nilo depositaban un cieno enriquecedor del terreno que hizo de Egipto una nación exportadora de alimentos y un lugar de refugio en tiempos de hambre. Las cañas de papiro de sus riberas fueron la base para elaborar el papel más antiguo.
Los antiguos egipcios denominaban a su país Kemet, «tierra negra», debido al color negro del limo llevado y depositado por la inundación anual del Nilo que fertilizaba las tierras cultivables. Kemet era la zona habitada y donde era posible el cultivo de los campos. Egipto era solo la tierra fértil del valle (Alto Egipto) y del delta (Bajo Egipto). El resto era Desheret, "la tierra roja", llamado así por el árido color de las arenas del desierto deshabitado, yermo e infecundo. 
El amplio delta del Nilo, donde las aguas del río se bifurcan en abanico para desembocar en el Mediterráneo, recibe el nombre de Bajo Egipto. La tradición sitúa aquí “la tierra de Gosén”, que fue habitada por los hebreos durante su larga estancia en Egipto. (Génesis 47:27.)
La construcción de la gran presa de Asuán en los años sesenta produjo grandes cambios en el medio ambiente del Valle del Nilo. El nivel de las aguas subterráneas ha cambiado; el aire es más húmedo debido a que los canales de riego nunca se vacían; las sales del suelo penetran a través de los antiguos muros, degradándolos, y las aguas residuales han teñido el suelo.

## Lista de Referencias
1. ↑  «El Nilo, la vida a orillas del río sagrado de Egipto». Historia National Geographic. 6 de junio de 2024. Consultado el 6 de junio de 2025.
2. ↑  Bolaños González, José Iván (2003). «El Valle del Nilo: de la Geografía al mito». Cuadernos Geográficos 33: 75-103.

- Datos: Q729443